# Florence Rockwell
Florence Rockwell (St. Louis, 9 luglio 1887 – Stamford, 24 marzo 1964) è stata un'attrice statunitense.

## Biografia
Nata nel Missouri nel 1887, Florence Rockwell cominciò a recitare giovanissima. Il suo nome appare nel cast di Cumberland '61, uno spettacolo di Broadway, già nel 1897. Continuò a calcare le scene di Broadway con regolarità fino al 1915. In quell'anno, girò i primi due film della sua breve carriera cinematografica che conta un totale di tre pellicole. In tutte e tre, ricoprì il ruolo di protagonista.

## Spettacoli teatrali
- Cumberland '61 (Broadway, 18 ottobre 1897)
- Oliver Goldsmith (Broadway, 19 maggio 1900)
- The Greatest Thing in the World / The Moment of Death (Broadway, 8 ottobre 1900)
- The Greatest Thing in the World (Broadway, 8 ottobre 1900)
- Richard Savage (Broadway, 4 febbraio 1901)
- D'Arcy of the Guards (Broadway, 16 dicembre 1901)
- John Henry (Broadway, 25 maggio 1903)
- A Midsummer Night's Dream (Broadway, 2 novembre 1903)
- Much Ado About Nothing (Broadway, 14 marzo 1904)
- Common Sense Bracket (Broadway, 26 dicembre 1904)
- Who Goes There? (Broadway, 20 febbraio 1905)
- Beau Brummell (Broadway, 19 marzo 1906)
- Popularity (Broadway, 1º ottobre 1906)
- The Mills of the Gods (Broadway, 4 marzo 1907)
- The Round Up (Broadway, 26 agosto 1907)
- The Barrier (Broadway, 10 gennaio 1910)
- A Fool of Fortune (Broadway, 12 gennaio 1912)
- The Fallen Idol (Broadway, 23 gennaio 1915)

## Filmografia
- The Purple Night, regia di Stanner E.V. Taylor (1915)
- Body and Soul, regia di George Irving (1915)
- He Fell in Love with His Wife, regia di William Desmond Taylor (1916)